# Dicranomyia lorettae
Dicranomyia lorettae är en tvåvingeart som beskrevs av Geiger 1985. Dicranomyia lorettae ingår i släktet Dicranomyia och familjen småharkrankar.
Artens utbredningsområde är Schweiz. Inga underarter finns listade i Catalogue of Life.